# Гірга
Ґірґа або Джірджа (араб. جرجا) — місто та центр району у губернаторстві Согаґ в Єгипті. Розташоване на лівому березі річки Ніл у південній частині губернаторства, за 35 км на південь від міста Сохаг і за 85 км від Кени. Населення міста — 120 413 осіб (2005).

## Історія
Згідно з легендами, недалеко від Ґірґи знаходилось стародавнє місто Тініс, де, згідно зі ствердженнями староєгипетського історика Манефона, відбулося об'єднання Нижнього Єгипту близько 3100 року до нашої ери. За часів османського правління в Ґірґи перебував незалежний вілаєт, який проіснував тут до середини XVIII століття, коли стався спалах епідемії холери. Холера практично спустошила місто, а залишки населення розбіглися. Новим засновником міста вважається шейх Ес-Саюти, який заснував на місці міста релігійне училище і побудував мечеть (мечеть Ес-Саюти). Населення міста збільшилась ще, коли Франція спробувала зафоювати Єгипет, під час Єгипетського походу. Французи обрали Ґірґу базою для своїх військ через те, що тут була мала чисельність населення і майже повністю відсутній опір. Після відходу французьких військ, за правління Мухаммеда Алі, Ґірґа стала центром одного з семи адміністративних районів Єгипту, в межах від Асьют до Асуана. У 1960 Ґірґа увійшла до складу губернаторства Сохаг.

## Клімат
| Клімат Ґірґи              | Клімат Ґірґи | Клімат Ґірґи | Клімат Ґірґи | Клімат Ґірґи | Клімат Ґірґи | Клімат Ґірґи | Клімат Ґірґи | Клімат Ґірґи | Клімат Ґірґи | Клімат Ґірґи | Клімат Ґірґи | Клімат Ґірґи | Клімат Ґірґи |
| Показник                  | Січ.         | Лют.         | Бер.         | Квіт.        | Трав.        | Черв.        | Лип.         | Серп.        | Вер.         | Жовт.        | Лист.        | Груд.        |              |
| Середній максимум, °C     | 22,3         | 24,3         | 28,1         | 33,5         | 36,9         | 38,3         | 37,9         | 38,1         | 34,9         | 32,4         | 28,8         | 23,8         |              |
| Середня температура, °C   | 13,7         | 15,3         | 18,7         | 23,9         | 27,8         | 29,5         | 29,5         | 29,9         | 27,7         | 25,1         | 20,4         | 15,5         |              |
| Середній мінімум, °C      | 5,1          | 6,1          | 9,4          | 14,3         | 18,7         | 20,8         | 21,2         | 21,8         | 20,5         | 17,9         | 12,2         | 7,3          |              |
| Норма опадів, мм          | 0            | 0            | 0            | 0            | 0            | 0            | 0            | 0            | 0            | 0            | 0            | 1            |              |
| ------------------------- | ------------ | ------------ | ------------ | ------------ | ------------ | ------------ | ------------ | ------------ | ------------ | ------------ | ------------ | ------------ | ------------ |
| Джерело: Climate-Data.org |              |              |              |              |              |              |              |              |              |              |              |              |              |